# Avalokiteśvara

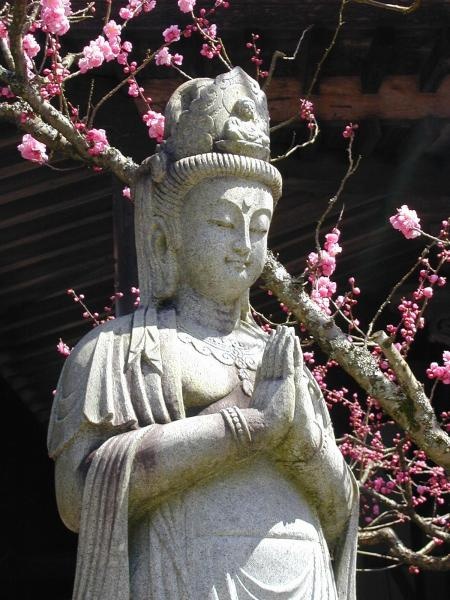
O statuie a lui Avalokiteśvara, dintr-un tempul din Kyoto, Japonia.

Avalokiteśvara (Sanscrită: अवलोकितेश्वर  lit. "Domnul care se uită în jos") este un bodhisattva care incorporează compasiunea tuturor Buddha. În diferite culturi apare pictat ca fiind femeie, în altele ca bărbat, Avalokiteśvara este unul dintre cei mai vast venerați bodhisattva, în principal în Budismul Mahayana și Budismul Vajrayana , dar și neoficial în Budismul Theravada.
Numele original al acestui bodhisattva a fost Avalokitasvara. Numele chinezesc pentru Avalokitasvara este Guānshìyīn Púsà (觀世音菩薩), fiind o traducere pentru numele de dinainte "Avalokitasvara Bodhisattva". Acest bodhisattva este descris în diferite moduri ca fiind bărbat sau femeie și se pot face referiri la adresa lui simplu ca și Guānyīn.
În sanscrită se fac referiri la Avalokitesvara ca fiind Padmapāni ("Cel ce tine Lotusul") sau Lokeśvara ("Domnul Lumii"). În tibetană este cunoscut ca și Jainraisig, སྤྱན་རས་གཟིགས་ și se spune că s-a încarnat în Dalai Lama, Karmapa și alți lama de rang înalt.

## Etimologie
Numele Avalokiteśvara este compus din următoarele părți: prefixul verbal ava, care înseamnă „jos”; lokita, un participiu trecut al verbului lok („a observa, iată, uite”) aici utilizat cu sens activ (o iregularitate ocazională a gramaticii sanscrite) și īśvara („domn, conducător, suveran” sau „maestru”). În concordanță cu sandhi (regulă sanscrită de combinare a sunetelor) a+iśvara devine eśvara. Combinate, cele două părți devin „domnul care privește în jos (la lume)”. Cuvântul loka („lume”) lipsește din nume, dar elementul este implicit.